# 中田正彦
中田 正彦（なかだ まさひこ、1969年3月14日 - ）は、日本の男性アニメーター、キャラクターデザイナー。WHITE FOX所属。東京都出身。

## 来歴・人物
スタジオカーペンターで約2年働いた後、アニメ業界から一時的に離れる。復帰後はスタジオカーペンター時代の同期に誘われてシャフトに籍を置き、その後スタジオコクピットへ活動の場を移した。
オー・エル・エムの元プロデューサーで現WHITE FOX代表の岩佐がく率いる「OLM TEAM IWASA」の作品にはほぼ毎回参加し、『おもいっきり科学アドベンチャー そーなんだ!』で初のキャラクターデザインを担当した。岩佐が独立してWHITE FOXを設立してからも、ほとんどの作品に参加している。

## 作品リスト

### テレビアニメ
1997年
- ポケットモンスター（1997年 - 2002年、#3・5・9・15・21・28・33原画）

1998年
- 聖ルミナス女学院（原画）

2000年
- ラブひな（作画監督・原画）

2001年
- こみっくパーティー（作画監督・原画）
- カスミン（2001年 - 2002年、作画監督）

2002年
- カスミン2（2002年 - 2003年、作画監督）

2003年
- おもいっきり科学アドベンチャー そーなんだ!（2003年 - 2004年、キャラクターデザイン・総作画監督）
- カスミン3（作画監督）

2004年
- アガサ・クリスティーの名探偵ポワロとマープル（作画監督）

2006年
- うたわれるもの（キャラクターデザイン・作画監督）
- Gift 〜ギフト〜 eternal rainbow（作画監督）
- スーパーロボット大戦OG -ディバイン・ウォーズ-（2006年 - 2007年、原画）

2007年
- ながされて藍蘭島（作画監督）

2008年
- おおきく振りかぶって（原画）

2009年
- ティアーズ・トゥ・ティアラ（キャラクターデザイン・総作画監督・作画監督・原画）

2010年
- 刀語（作画監督・原画・OP原画・ED原画）

2011年
- たまごっち!（原画）
- STEINS;GATE（作画監督・原画）
- ポケットモンスター ベストウイッシュ（原画）
- たまゆら〜hitotose〜（原画）

2012年
- ヨルムンガンド（作画監督・作監協力・原画・第2原画）
- ヨルムンガンド PERFECT ORDER（作画監督・原画・OP原画）

2013年
- はたらく魔王さま！（作画監督・原画）

2014年
- そにアニ -SUPER SONICO THE ANIMATION-（作画監督・原画）
- ご注文はうさぎですか?（作画監督）
- アカメが斬る!（作画監督・原画）

2015年
- うたわれるもの 偽りの仮面（キャラクターデザイン・総作画監督）

2016年
- ビッグオーダー（原画）
- Re:ゼロから始める異世界生活（作画監督・原画）
- 装神少女まとい（作画監督・原画）

2017年
- ゼロから始める魔法の書（作画監督）

2018年
- シュタインズ・ゲート ゼロ（OP1/OP2原画・作画監督)
- ゴブリンスレイヤー（OP原画・作画監督・原画）

2019年
- ありふれた職業で世界最強（作画監督）
- 慎重勇者〜この勇者が俺TUEEEくせに慎重すぎる〜（作画監督）

2020年
- ＜Infinite Dendrogram＞-インフィニット・デンドログラム-（キャラクターデザイン）

2022年
- うたわれるもの 二人の白皇（キャラクターデザイン・総作画監督）

2024年
- 戦国妖狐（作画監督）

### 劇場アニメ
1998年
- ピカチュウのなつやすみ（原画）

### OVA
2002年
- こすぷれCOMPLEX（原画）

2003年
- みずいろ（全年齢版）（OP原画・#2作画監督）

2010年
- こえでおしごと!（OP原画）